# Saša Zagorac
Pour les articles homonymes, voir Zagorac (homonymie).
Saša Zagorac, né le 2 mars 1992, à Ljubljana, en République socialiste de Slovénie, est un joueur slovène de basket-ball. Il évolue aux postes d'ailier fort et de pivot.

## Palmarès

### Équipe de Slovénie
- Champion d'Europe en 2017 avec la Slovénie

### Club
- Champion de Slovénie 2004
- Coupe de Slovénie 2004
- Champion d'Europe -20 ans 2004